# Abdelmalek Sellal
Abdelmalek Sellal (en arabe : عبد الـمالك سلال), né le 1er août 1948 à Constantine, en Algérie (période coloniale) est un homme d'État algérien. Il est Premier ministre du 3 septembre 2012 au 25 mai 2017 (avec intermède du 13 mars au 29 avril 2014).
Haut fonctionnaire, Abdelmalek Sellal a été successivement ministre de l'Intérieur de 1998 à 1999, ministre de la Jeunesse et des Sports de 1999 à 2001, ministre des Travaux Publics de 2001 à 2002, ministre des Transports de 2002 à 2004, et ministre des Ressources en eaux de 2004 à 2009 puis de 2009 à 2012.
Dans le contexte des manifestations de 2019 en Algérie, il est arrêté pour corruption, présenté devant la Cour suprême et incarcéré à la prison d'El-Harrach, dans la banlieue d'Alger.

## Biographie

### Enfance et éducation
Issu d’une famille modeste originaire d'Ighil Ali dans la Wilaya de Béjaïa qui est venue s'installer à Constantine, Abdelmalek Sellal habitait le quartier de Sidi Mabrouk. Fils d’un boulanger, Moussa, il est issu d’une fratrie de 12 frères et sœurs. Il obtient son baccalauréat au lycée Réda Houhou de Constantine.
Il commence ses études supérieures à la faculté de médecine de Constantine, qu'il abandonne pour postuler aux épreuves de l’École nationale d'administration. Après quatre années d’études, Abdelmalek Sellal décroche le diplôme de l’ENA en diplomatie de la promotion Mohamed Aslaoui de 1974,.

### Carrière professionnelle
Abdelmalek Sellal est militant du FLN depuis 1968. En 1974, il rejoint le wilaya de Guelma, d’abord en qualité d’administrateur, puis au poste de chef de cabinet. En 1976, il devient conseiller du ministre de l’Enseignement primaire et secondaire.
En 1977, il quitte les cabinets ministériels pour occuper le poste de chef de daïra de Tamanrasset. Dans les années qui suivent, il est affecté à la daïra d'Arzew, puis comme wali à Adrar, Sidi Bel Abbes, Oran et Laghouat. En 1989, il est rappelé au gouvernement, en tant que wali hors-cadre au ministère de l'Intérieur.
En 1994, il rejoint le ministère des Affaires étrangères en qualité de directeur général des ressources et chef de cabinet. En 1996, il est nommé ambassadeur d’Algérie à Budapest.

### Parcours politique

#### Ministre
À l’automne 1998, Liamine Zéroual, président de la République, annonce sa décision d’écourter son mandat et d’organiser une élection présidentielle anticipée. Sellal intègre le gouvernement Hamdani au poste de ministre de l’Intérieur, des Collectivités locales et de l’Environnement. Il organise l'élection présidentielle d’avril 1999 qui aboutit à l’élection d’Abdelaziz Bouteflika à la magistrature suprême. Il participe également à la mise en œuvre de la démarche de concorde civile portée par le président Bouteflika.
Le 23 décembre 1999, à la suite de l’élection présidentielle, Abdelmalek Sellal est nommé ministre de la Jeunesse et des Sports. En mai 2001, lors de la formation du gouvernement Benflis II, il est nommé ministre des Travaux publics. Puis en juin 2002, lors de la formation du gouvernement Benflis III, il est nommé ministre des Transports,. Alors aux transports, il relance les grands projets autoroutiers comme la Transaharienne et l’autoroute Est-Ouest,.
En 2004, Abdelmalek Sellal est appelé par le président Bouteflika à diriger sa campagne présidentielle.
À la suite de la nouvelle victoire de Bouteflika à l’élection présidentielle, Abdelmalek Sellal est nommé ministre des Ressources en eau à la place de Mohamed Douihasni. Il met en place le code des eaux, un système de lois qui donne une valeur sociale et commerciale à l’eau en vue d’une privatisation du secteur,. Le 12 novembre 2005, il signe avec le ministre français de l’Économie et des Finances, Thierry Breton, un protocole d’accord entre Suez Environnement et les autorités algériennes en vue d’assainir les eaux d’Alger,. Il visite ou inaugure différents projets, comme le complexe hydraulique Béni Haroun, le système Mostaganem/Arzew/Oran, le système Taksebt, le complexe des hautes plaines Sétifiennes et le transfert d’eau In Salah Tamanrasset sur 750 km.
En 2009, il dirige la campagne de réélection d’Abdelaziz Bouteflika pour la seconde fois. Fin avril 2009, à la suite de la réélection du président Bouteflika, il est reconduit au poste de ministre des Ressources en eau.
En octobre 2009, Abdelmalek Sellal signe un memorandum de coopération dans le domaine de l’hydraulique avec son homologue sud-coréen Lee Maanee en vue de diversifier la nationalité des partenaires environnementaux de l’Algérie.
Abdelmalek Sellal affirme en 2011 que le problème de l'eau, ayant atteint un point critique au début des années 2000, a été « définitivement réglé », notamment grâce au dessalement de l'eau de mer,. Il refuse cependant d’augmenter le prix de l’eau pour amortir les investissements consentis.

#### Premier ministre
Le 3 septembre 2012, Abdelmalek Sellal est nommé Premier ministre par le président Abdelaziz Bouteflika, à la suite de la démission d'Ahmed Ouyahia, avec pour objectif d’assurer la stabilité sociale au lendemain du printemps arabe, et de débarrasser l’économie algérienne de sa dépendance aux hydrocarbures.
Le 11 septembre 2013, Sellal forme un nouveau gouvernement,. À la suite de la déclaration d’Alger sur l’amitié et la coopération, il co-préside le comité intergouvernemental de haut niveau algéro-français en décembre 2013, puis une nouvelle fois en décembre 2014,.
Nommé directeur de campagne d'Abdelaziz Bouteflika, candidat à sa réélection pour l'élection présidentielle algérienne de 2014, il démissionne du poste de Premier ministre le 13 mars 2014 ; le poste de Premier ministre par intérim est assuré par Youcef Yousfi. Après la victoire du président Bouteflika, il est de nouveau nommé au poste de Premier ministre. Il est investi le lendemain après la démission de son prédécesseur,.
Le 5 août 2014, il est reçu à la Maison-Blanche en compagnie de son épouse par le couple Obama.
Début novembre 2014, Sellal inaugure la nouvelle usine de Renault à Oran en présence des ministres français Laurent Fabius et Emmanuel Macron.
En janvier 2015, face aux contestations sociales des populations du sud de l’Algérie concernant l’exploitation du gaz de schiste dans leur région, Abdelmalek Sellal déclare que la production de gaz de schiste n’est pas sur la feuille de route du gouvernement, que les ressources en eau du pays sont plus importantes que ses ressources en gaz,. En avril 2015, il se rend en Chine sur invitation du Premier ministre chinois Li Keqiang et encadre la signature de 15 protocoles d‘accord qui s’inscrivent dans l’accord de partenariat stratégique global signé entre les deux pays en mai 2014,. Le 28 mai 2015, il rencontre son homologue italien Matteo Renzi pour officialiser la relance de la construction de GALSI, un gazoduc reliant directement l’Algérie et l’Italie.
En avril 2015, l'émission El Djazairia Week-end annonce l'interruption de son émission par une décision interne émanant de la direction de la chaîne. Selon Abdou Semmar, chroniqueur de l'émission, cette interruption fait suite à l'évocation dans leurs programmes du livre Alger-Paris : une histoire passionnelle (de Christophe Dubois et Marie-Christine Tabet), et notamment l'achat d'un appartement onéreux à Paris par Rym, la fille d'Abdelmalek Sellal, mariée à un homme d’affaires libanais et citée plus tard dans l'affaire des Panama Papers, ce qui a poussé les autorités à exercer de « fortes pressions » provoquant la suspension de l'émission puis sa suppression. Selon Abdou Semmar, le Premier ministre aurait lui-même appelé le directeur de la chaîne El Djazaïra,. Ce dernier et le directeur de l'ARAV (autorité de régulation) affirment par la suite qu'il n'en est rien,. Pour le président de l'ARAV, l'émission utilise « le sarcasme et le persiflage à l’encontre de personnes dont des symboles de l’État et de hauts responsables de différentes institutions de l’État », notamment « un des animateurs de l’émission qui a brandi le portrait du président de la République et qui a dit de lui des propos graves ».
En mai 2017, après les législatives, après avoir mené des tractations pour former un nouveau gouvernement sans avoir été mandaté par la présidence, il est remplacé par Abdelmadjid Tebboune.

#### Après le gouvernement
Le 2 mars 2019, il est limogé de son poste de directeur de campagne de Bouteflika pour l'élection présidentielle algérienne de 2019 et remplacé par Abdelghani Zaalane.

### Procès
Le 26 mai, dans le contexte des manifestations de 2019 en Algérie, il est renvoyé devant la Cour suprême. Le 13 juin, il est arrêté pour corruption.
Son procès dans l'affaire des usines de montage automobile débute le 2 décembre 2019. Il est ajourné au 4 décembre. Il est condamné à douze ans de prison ferme le 10 décembre. Sa condamnation est confirmée en appel le 25 mars.
Le 13 juin, dans le cadre du procès de l’affaire de l’homme d’affaires Ali Haddad, il est placé en détention provisoire. Au cours de sa comparution devant le tribunal le 26 juin 2020, il affirme que le président Bouteflika ne dirigeait plus le pays en 2013 à la suite d’un accident vasculaire cérébral. À cette époque, c'est donc lui qui assurait de fait la direction politique de l'Algérie,. Il a été condamné par le tribunal de Sidi M'Hamed à douze ans de réclusion criminelle pour corruption dans l'affaire Haddad, peine réduite en appel à huit ans le 3 novembre 2020. Dans l'affaire Takhout, il est condamné à dix ans d'emprisonnement, peine ramenée à cinq ans en appel puis portée à sept ans de prison lors d'un nouveau jugement le 12 décembre 2021.
En prison, il est atteint de la Covid-19, dont il guérit.
Le 30 novembre 2020, il est condamné à cinq ans de prison pour « octroi de privilèges injustifiés au Groupe Condor et ses filiales ».
En novembre 2021, Abdelmalek Sellal est jugé dans le cadre d'une affaire de corruption et d’octroi d’avantages indus concernant sa signature, en décembre 2015, d'une dérogation autorisant la reprise des travaux d’un hôtel de luxe dans le centre-ville de Béjaïa. Il est acquitté le 29 novembre 2021.
En janvier 2022, il est condamné à quatre ans de prison pour corruption dans l'affaire dite « du groupe Amenhyd » puis, le 24 janvier 2022, à cinq ans de prison dans l'affaire dite « du groupe Metidji », peine réduite en appel à trois ans de prison le 1er juin 2022.
En 2022, ses biens sont confisqués.
En février 2022, Abdelmalek Sellal est hospitalisé au CHU Mustapha-Pacha d’Alger pour raison de contamination au variant Omicron du covid-19 et pour des problèmes de santé lié à ce dernier.
En avril 2022, poursuivi pour « dilapidation de deniers publics et abus de fonction aux fins d'octroi d'indus avantages », il est condamné à cinq ans de prison dans l'affaire dite « du groupe agroalimentaire Benamor ».
En décembre 2022, il est condamné à 10 ans de prison pour, notamment, « dilapidation de deniers publics, abus de fonction et octroi d'indus privilèges lors de conclusion de marchés publics ».

## Vie privée

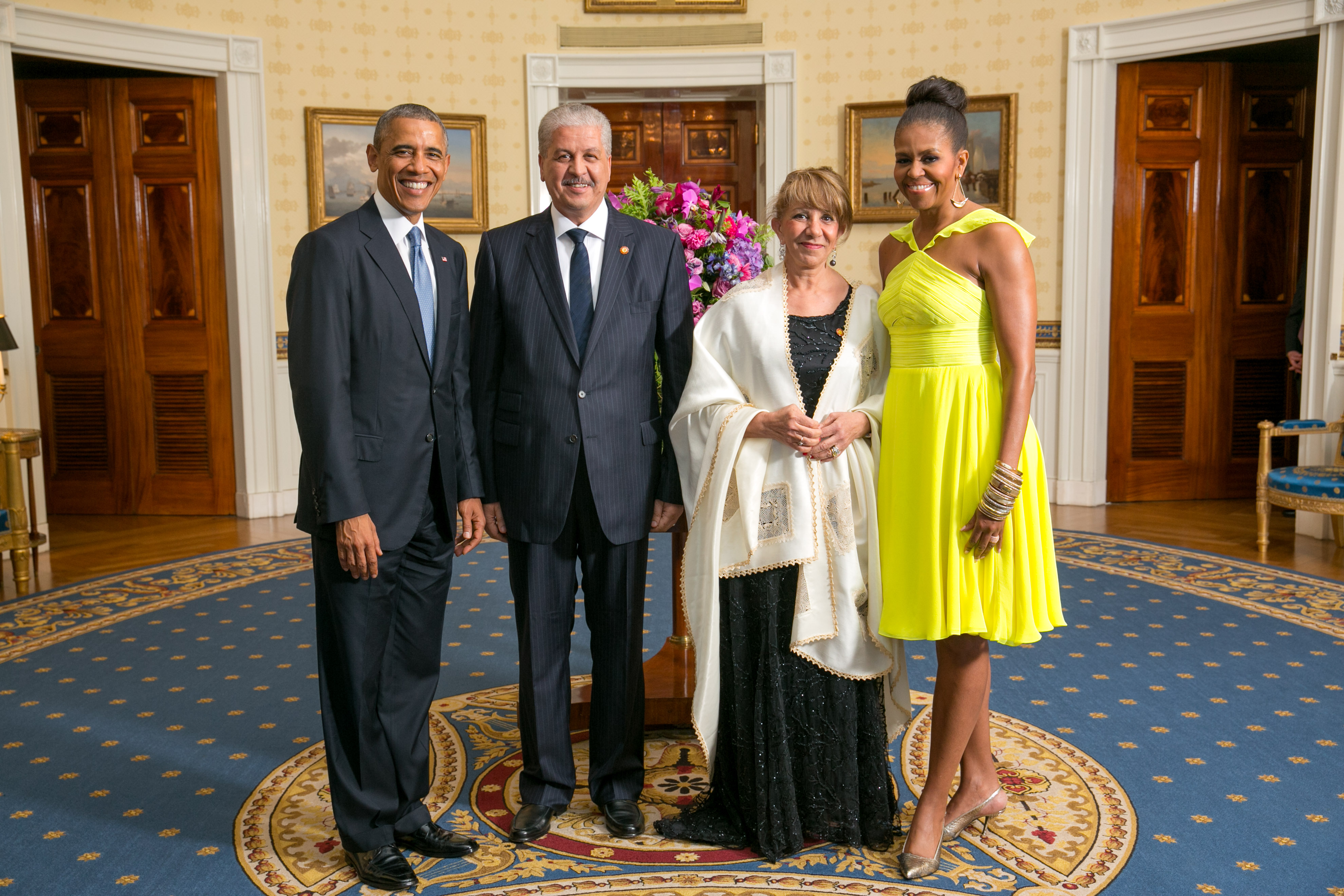
Barrack Obama, Abdelmalek Sellal, Farida Sellal et Michelle Obama à la Maison-Blanche le 5 août 2014

Il épouse Farida en 1976. Le couple Sellal a trois enfants. Farida Sellal est ingénieur en télécommunication de formation. Elle a exercé son métier durant plusieurs années au sein de l'administration des postes et télécommunications dans le sud du pays, elle crée et préside l’association « Sauver l’Imzad » qui œuvre pour la préservation du patrimoine culturel du Hoggar et la promotion des arts traditionnels ancestraux,[réf. à confirmer].
Sa sœur meurt le 27 janvier 2016.

## Polémiques
Le 14 mars 2013, le mouvement des chômeurs du sud (CNDDC) organise une grande manifestation à Ouargla. Elle rassemble entre 5 000 à 10 000 manifestants, entre autres pour répondre aux déclarations insultantes du premier ministre Abdelmalek Sellal qui avait traité les jeunes chômeurs de « chirdhima » et de groupuscule terroriste.
En novembre 2013, il fait une erreur de langue, prononçant « fakakir » au lieu de « foukara » (pauvres). Le rappeur Lotfi Double Kanon en fait alors une chanson. En décembre 2013, il déclare : « Dieu nous surveille un à un avec des jumelles et tient la comptabilité ». Il a utilisé l’expression « trouh nenek » (« C'est ta grand-mère qui s'en ira »), pour affirmer que le président Bouteflika n’a nullement l’intention de quitter le pouvoir.
En janvier 2014, lors d’une visite officielle dans la wilaya d’El Tarf où il inspectait un chantier public de réalisation d’un hôpital avec l’entreprise chinoise China State Construction Engineering Corporation (CSCEC), il plaisante avec la responsable chinoise du projet : « Salam Alikoum ya Batata » (« Bonjour, hé patate ! ») .
En mars 2014, dans le contexte de la présidentielle d'avril, il déclare « Nous à Constantine, quand on veut parler des Chaouis, on dit hacha razk rabbi », une formule algérienne pour désigner une chose sale ou répugnante. Cela se terminera par un dépôt de plainte de la part d'une ancienne juge. Toujours en Mars 2014, en meeting à Alger il annonce : « Nous avons de l’insecticide pour éradiquer ce moustique de Printemps arabe. »
Le 6 avril 2014, en campagne à Tizi-Ouzou, il affirme que les prêts accordés par l'État (ANSEJ) pour ouvrir des petites entreprises peuvent être utilisés par les jeunes pour se marier.
Le sociologue Nordine Hakiki affirme que « nos dirigeants manquent tellement de ressources intellectuelles qu’il est très facile de les tourner en dérision ». Le politologue Rachid Grim ajoute : « contrairement à l’humour populaire utilisé souvent comme cache-misère, l’humour dont fait preuve — parfois à tort et à travers — Abdelmalek Sellal, n’a pas cette fonction de baume sur les blessures populaires. Il est consubstantiel de la personne même de l’actuel Premier ministre, connu depuis toujours pour son humour potache qui est devenu sa deuxième nature ». Pour l’expert en sciences du langage, Abderezak Dourari, le Premier ministre est presque « drôle malgré lui et par défaut ». « Souvent, les politiques ont recours à l’humour pour faire passer leurs messages. Dans le cas du président français, François Hollande, l’humour est mis au service d’un contenu. Chez Sellal, le contenu est sacrifié au profit de l’humour. C’est à mon sens tout simplement parce qu’il a un défaut linguistique, il ne maîtrise assez bien ni l’arabe ni le français, il fait donc appel au parler populaire mais sans défendre un contenu. »

## Détail des mandats et fonctions
| N° | Fonction                                                                                        | Début             | Fin               |
| -- | ----------------------------------------------------------------------------------------------- | ----------------- | ----------------- |
| 01 | Chef de Cabinet de la Wilaya de Guelma                                                          | 1975              | 1976              |
| 02 | Conseiller du Ministre de l'Enseignement Primaire et Secondaire                                 | 1976              | 1977              |
| 03 | Chef de la Daïra de Tamanrasset                                                                 | 1977              |                   |
| 04 | Chef de la Daïra d'Arzew                                                                        |                   | 4 avril 1984      |
| 05 | Wali de Boumerdès                                                                               | 4 avril 1984      | 13 mai 1984       |
| 06 | Wali d'Adrar                                                                                    | 13 mai 1984       | 14 juillet 1987   |
| 07 | Wali de Sidi Bel Abbès                                                                          | 14 juillet 1987   | 6 décembre 1988   |
| 08 | Wali d'Oran                                                                                     | 6 décembre 1988   | 29 juillet 1990   |
| 09 | Wali de Laghouat                                                                                | 29 juillet 1990   | 21 août 1991      |
| 10 | Wali Hors Cadre au Ministère de l'Intérieur                                                     | 1991              | 1994              |
| 11 | Directeur des Ressources au Ministère des Affaires Étrangères                                   | 1994              | 1995              |
| 12 | Chef de Cabinet au Ministère des Affaires Étrangères                                            | 1995              | 1996              |
| 13 | Ambassadeur à Budapest (Hongrie, Croatie, Slovénie)                                             | 1996              | 1997              |
| 14 | Ministre de l'Intérieur, des Collectivités Locales et de l'Environnement (Gouvernement Hamdani) | 15 décembre 1998  | 23 décembre 1999  |
| 15 | Ministre de la Jeunesse et des Sports (Gouvernement Benbitour)                                  | 23 décembre 1999  | 26 août 2000      |
| 16 | Ministre de la Jeunesse et des Sports (Gouvernement Benflis I)                                  | 26 août 2000      | 31 mai 2001       |
| 17 | Ministre des Travaux Publics (Gouvernement Benflis II)                                          | 31 mai 2001       | 4 juin 2002       |
| 18 | Ministre des Transports (Gouvernement Benflis III)                                              | 4 juin 2002       | 5 mai 2003        |
| 19 | Ministre des Transports (Gouvernement Ouyahia III)                                              | 5 mai 2003        | 19 avril 2004     |
| 20 | Ministre des Ressources en Eau (Gouvernement Ouyahia IV)                                        | 19 avril 2004     | 1er mai 2005      |
| 21 | Ministre des Ressources en Eau (Gouvernement Ouyahia V)                                         | 1er mai 2005      | 24 mai 2006       |
| 22 | Ministre des Ressources en Eau (Gouvernement Belkhadem I)                                       | 24 mai 2006       | 4 juin 2007       |
| 23 | Ministre des Ressources en Eau (Gouvernement Belkhadem II)                                      | 4 juin 2007       | 23 juin 2008      |
| 24 | Ministre des Ressources en Eau (Gouvernement Ouyahia VI)                                        | 23 juin 2008      | 15 novembre 2008  |
| 25 | Ministre des Ressources en Eau (Gouvernement Ouyahia VII)                                       | 15 novembre 2008  | 27 avril 2009     |
| 26 | Ministre des Ressources en Eau (Gouvernement Ouyahia VIII)                                      | 27 avril 2009     | 28 mai 2010       |
| 27 | Ministre des Ressources en Eau (Gouvernement Ouyahia IX)                                        | 28 mai 2010       | 3 septembre 2012  |
| 28 | Premier ministre (Gouvernement Sellal I)                                                        | 3 septembre 2012  | 11 septembre 2013 |
| 29 | Premier ministre (Gouvernement Sellal II)                                                       | 11 septembre 2013 | 13 mars 2014      |
| 30 | Premier ministre (Gouvernement Sellal III)                                                      | 29 avril 2014     | 14 mai 2015       |
| 31 | Premier ministre (Gouvernement Sellal IV)                                                       | 14 mai 2015       | 24 mai 2017       |